# Meridià 61 a l'est
El meridià 61 a l'est de Greenwich és una línia de longitud que s'estén des del pol Nord travessant l'oceà Àrtic, Àsia, l'oceà Índic, l'oceà Antàrtic i l'Antàrtida fins al pol Sud.
El meridià 61 a l'est forma un cercle màxim amb el meridià 119 a l'oest. Com tots els altres meridians, la seva longitud correspon a una semicircumferència terrestre, uns 20.003,932 km. Al nivell de l'Equador, és a una distància del meridià de Greenwich de 6.790 km.

## De Pol a Pol
Començant en el pol Nord i dirigint-se cap al pol Sud, aquest meridià travessa:
| Coordenades                             | País, territori o mar | Notes                                                  |
| --------------------------------------- | --------------------- | ------------------------------------------------------ |
| 90° 0′ N, 61° 0′ E / 90.000°N,61.000°E  | Oceà Àrtic            |                                                        |
| 81° 6′ N, 61° 0′ E / 81.100°N,61.000°E  | Rússia                | Illa La Ronser i illa Wilczek, Terra de Francesc Josep |
| 80° 22′ N, 61° 0′ E / 80.367°N,61.000°E | Mar de Barents        |                                                        |
| 76° 14′ N, 61° 0′ E / 76.233°N,61.000°E | Rússia                | Illa Séverni, Nova Terra                               |
| 75° 10′ N, 61° 0′ E / 75.167°N,61.000°E | Mar de Kara           |                                                        |
| 69° 50′ N, 61° 0′ E / 69.833°N,61.000°E | Rússia                |                                                        |
| 53° 55′ N, 61° 0′ E / 53.917°N,61.000°E | Kazakhstan            | Per uns 4km                                            |
| 53° 53′ N, 61° 0′ E / 53.883°N,61.000°E | Rússia                |                                                        |
| 53° 40′ N, 61° 0′ E / 53.667°N,61.000°E | Kazakhstan            | Per uns 6km                                            |
| 53° 37′ N, 61° 0′ E / 53.617°N,61.000°E | Rússia                |                                                        |
| 52° 51′ N, 61° 0′ E / 52.850°N,61.000°E | Kazakhstan            |                                                        |
| 52° 26′ N, 61° 0′ E / 52.433°N,61.000°E | Rússia                | Per uns 14km                                           |
| 52° 18′ N, 61° 0′ E / 52.300°N,61.000°E | Kazakhstan            |                                                        |
| 51° 28′ N, 61° 0′ E / 51.467°N,61.000°E | Rússia                |                                                        |
| 50° 41′ N, 61° 0′ E / 50.683°N,61.000°E | Kazakhstan            |                                                        |
| 44° 25′ N, 61° 0′ E / 44.417°N,61.000°E | Uzbekistan            |                                                        |
| 41° 14′ N, 61° 0′ E / 41.233°N,61.000°E | Turkmenistan          |                                                        |
| 36° 39′ N, 61° 0′ E / 36.650°N,61.000°E | Iran                  |                                                        |
| 34° 42′ N, 61° 0′ E / 34.700°N,61.000°E | Afganistan            |                                                        |
| 31° 28′ N, 61° 0′ E / 31.467°N,61.000°E | Iran                  |                                                        |
| 29° 59′ N, 61° 0′ E / 29.983°N,61.000°E | Afganistan            | Per uns 19km                                           |
| 29° 49′ N, 61° 0′ E / 29.817°N,61.000°E | Pakistan              | Balutxistan - Per uns 12km                             |
| 29° 43′ N, 61° 0′ E / 29.717°N,61.000°E | Iran                  |                                                        |
| 25° 13′ N, 61° 0′ E / 25.217°N,61.000°E | Oceà Índic            |                                                        |
| 60° 0′ S, 61° 0′ E / 60.000°S,61.000°E  | Oceà Antàrtic         |                                                        |
| 67° 27′ S, 61° 0′ E / 67.450°S,61.000°E | Antàrtida             | Territori Antàrtic Australià, reclamada per Austràlia  |